# 1983
1983 هي سنة بسيطة بدأت في يوم السبت وفق التقويم الغريغوري، وهي السنة رقم 1983 في الحقبة العامة وبعد الميلاد، والسنة رقم 983 في الألفية الثاينة، ورقم 83 في القرن العشرين والسنة الرابعة في عقد الثمانينات من القرن العشرين.

وتعتبر تلك السنة بداية مختلف عليها لبداية الإنترنت وإجراء أول اتصال بالهاتف الخلوي. 

## أحداث

### يناير

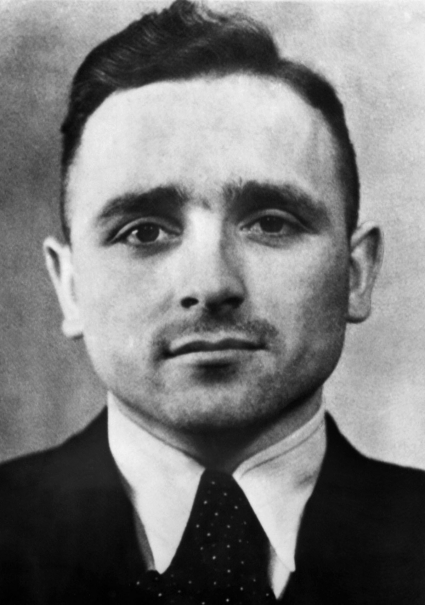
19 يناير – القبض على كلاوس باربي في أحد مجرمي النازية

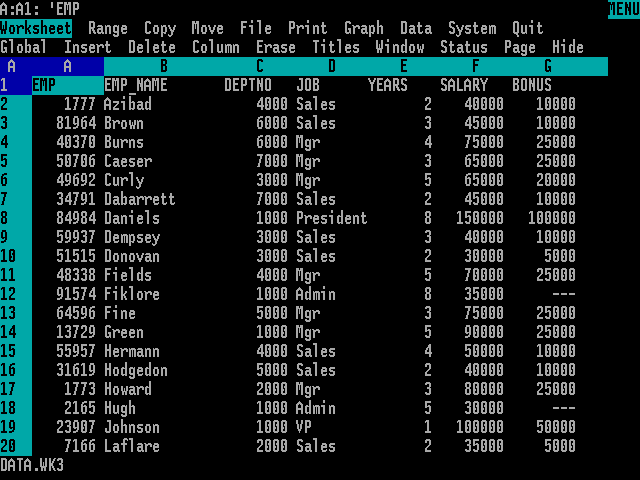
26 يناير – إصدار برنامج لوتس 1-2-3 على أجهزة كومبيوتر آي بي إم.

- 1 يناير – شبكة أربانت Arpanet (شبكة وكالة مشاريع الأبحاث المتطورة)  أول شبكة تستخدم حزمة بروتوكولات الإنترنت TCP/IP، مما يعتبر البداية الحقيقة لشبكة الإنترنت الحالية.
- 3 يناير – بركان كيلاويا يبدأ ثورته ببطء في أكبر جزر هاواي.
- 5 يناير – الرئيس الأمريكي رونالد ريغان يرشح إليزابيث دول لوزارة النقل.
- 10 يناير –  كندا و الولايات المتحدة تطلقان برنامج «جيم هينسونز فراغل روك» وهو برنامج تلفزيوني عالمي للأطفال لنشر التسامح.
- 18 يناير – اللجنة الأولمبية الدولية تعيد الميداليات الأولمبية لجيم ثورب إلى عائلته.
- 19 يناير – القبض على كلاوس باربي في  بوليفيا، وهو أحد مجرمي الحرب النازيين ذوي الرتب العالية.
- 24 يناير – الحكم بالسجن مدى الحياة على خمسة وعشرين عضوا في الألوية الحمراء بتهمة قتل ألدو مورو في عام 1978.
- 25 يناير –
- إطلاق تلسكوب إراس من قاعدة فاندنبرغ الجوية، ليكون أول تلسكوب فضاء يقوم بإجراء مسح لسماء الليل بأكملها في أطوال موجات الأشعة تحت الحمراء.
- تأسيس المعهد الوطني للإحصاء والجغرافيا في  المكسيك.
- 26 يناير – إصدار برنامج لوتس 1-2-3 على أجهزة كوميوتر آي بي إم.
- 31 يناير – أحزمة الأمان تصبح إلزامية للسائقين وركاب المقاعد الأمامية، في  المملكة المتحدة.

### فبراير
- 2 فبراير – بدء محاكمة جيوفاني فيلوتو بتهمة تعدد الزوجات، بعدد زوجات يصل إلى 105 امرأة.
- 3 فبراير –
- مالكوم فريزر رئيس وزراء  أستراليا يحل كلا من غرفتي البرلمان الأسترالي، من أجل عقد الانتخابات في الخامس من مارس 1983.
- استقالة بيل هيدن من زعامة حزب العمال الأسترالي، ويخلفه بوب هوك بدون معارضة.
- 6 فبراير – إدانة كلاوس باربي بتهم ارتكاب جرائم حرب.
- 12 فبراير – مائة امرأة يتظاهرن في لاهور في  باكستان ضد قانون الإثبات الذي اقترحه الدكتاتور العسكري محمد ضياء الحق، وقمعت المظاهرة قنابل الغاز والهراوات واعتقلن. لكنهن نجحن في الدعوة إلى رفض القانون.
- 13 فبراير
- حريق في صالة سينما في مدينة تورين في  إيطاليا يقتل 62 شخصا.
- مقتل اثنين من مارشالات الولايات المتحدة وإصابة ثلاثة من رجال القانون في تبادل إطلاق نار مع غوردون كال في مدينة مدينا في ولاية داكوتا الشمالية.
- 16 فبراير – حرائق أربعاد الرماد في ولايات فيكتوريا وساوث أستراليا، تقتل 75 شخصا، في واحدة من أسوأ حرائق غابات في تاريخ أستراليا.
- 18 فبراير -
- وقوع مذبحة نيلي ضد المسلمين في ولاية أسام الهندية، قام بها رجال قبيلة لالونج. ومقتل أكثر من 2000 شخص معظمهم من مسلمي البنغلاديش، خلال ما يعرف بعمليات «تحريض أسام».
- انهيار قيمة البوليفار عملة  فنزويلا، ووضعت ضوابط للصرف في حدث يشار إليه الكثير من الفنزويليون باسم "الجمعة السوداء
- مذبحة واه مي: مقتل 13 شخصا في محاولة للسطو المسلح في ٍسياتل في ولاية واشنطن في  الولايات المتحدة.
- 23 فبراير -
- وكالة حمالة البيئة في الولايات المتحدة الأمريكية تعلن نيتها في شراء وإجلاء المجتمع الملوث بالديوكسين في شاطئ تايمز في ولاية ميسوري.
- فشل الإغلاق الأوتوماتيكي لمحطة سالم للطاقة النووية في ولاية نيو جيرسي في  الولايات المتحدة.
- 24 فبراير –
- لجنة خاصة تابعة للكونغرس الأمريكي تصدر تقريرا منتقدا لممارسات اعتقال الأمريكيين اليابانيين خلال الحرب العالمية الثانية.
- 28 فبراير – بث الحلقة الأخيرة من مسلسل «ماش»، وتحقق رقما قياسيا في عدد المشاهدين بلغ 125 مليون مشاهد.

### مارس
- 1 مارس –

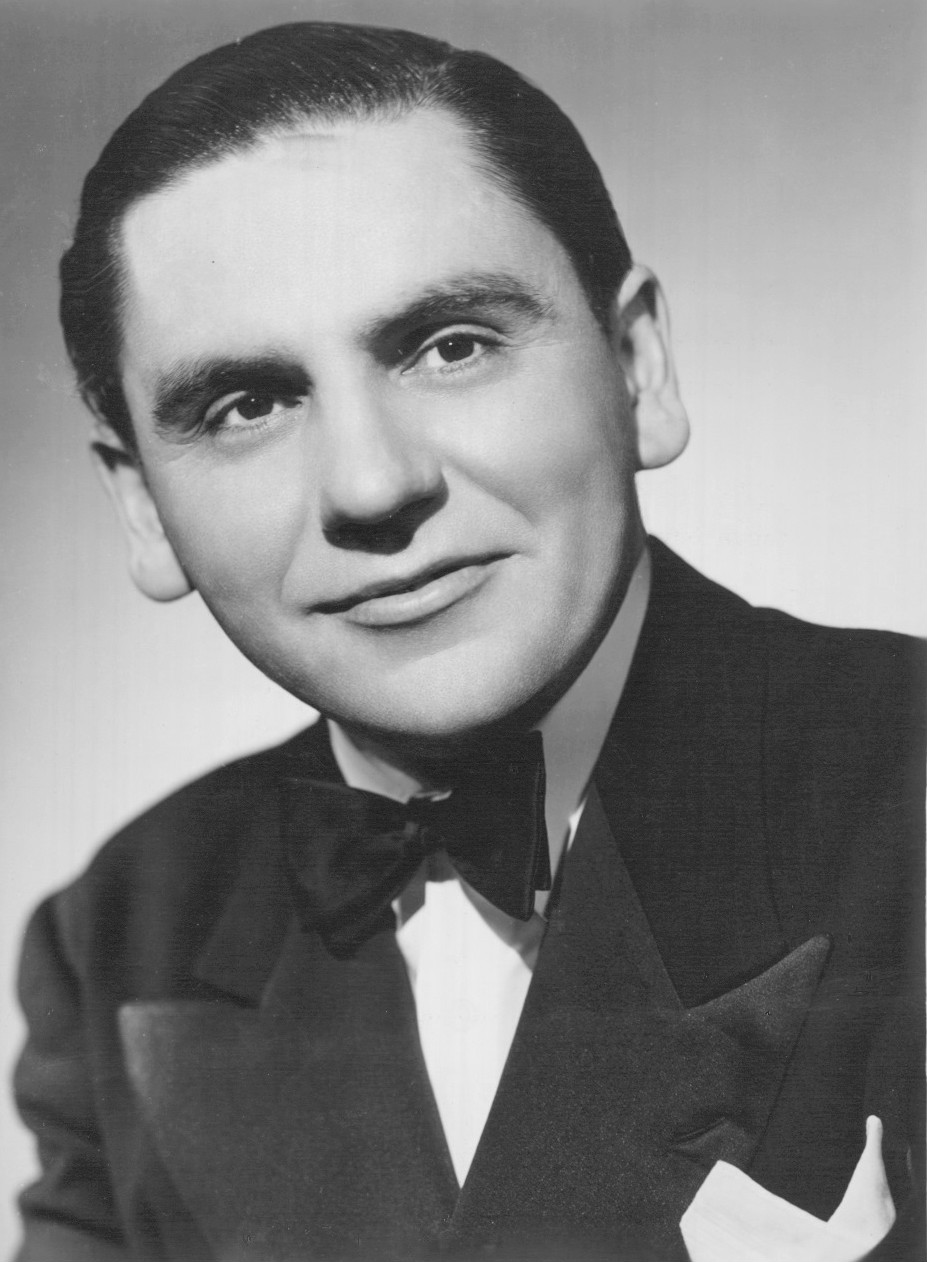
11 مارس - بوب هوك يؤدي القسم رئيسا لوزراء

- جزر البليار ومدينة مدريد تصبحان رسميان مناطق حكم ذاتي في  إسبانيا.
- شركة سواتش لتصنيع الساعات تصدر أول مجموعة ساعات مكونة من 12 ساعة، في مدينة زيورخ في  سويسرا.
- 5 مارس – الانتخابات الأسترالية الفدرالية: حزب العمال بقيادة بوب هوك يهزم الائتلاف الحكومي المكون من الحزب الليبرالي والحزب الوطني بقيادة رئيس الوزراء مالكوم فريزر. وسيؤدي هوك القسم في 11 مارس. وبمجرد إعلان النتائج استقال فريزر من زعامة الحزب الليبرالي، وخلفه أندرو بيكوك، الذي شغل منصب وزير الصناعة والتجارة في الحكومة السابقة.
- 8 مارس – شركة آي بي إم للحواسيب تصدر ثاني أجهزتها وهو «آي بي إم بي سي إكس تي».
- 9 مارس –
- استقالة آن بورفورد من رئاسة وكالة حماية البيئة في الولايات المتحدة الأمريكية، وسط فضيحة.
- 11 مارس - بوب هوك يؤدي القسم رئيسا لوزراء  أستراليا.
- تشاك هال يخترع الطابعة ثلاثية الأبعاد.
- 16 مارس – إزالة برج إرسال إسماننغ للراديو، وهو آخر برج خشبي لإرسال الراديو في  ألمانيا.
- 21 مارس –
- مدينة ياموسوكرو تصبح العاصمة الرسمية ل ساحل العاج بعد نقلها من مدينة أبيدجان.
- انتشار وباء إغماء الضفة الغربية لعام 1983. ويرجع الباحثون السبب إلى الهستريا الجماعية.
- 23 مارس - مبادرة الدفاع الاستراتيجية: الرئيس الأمريكي دونالد ريغان يدشن مبادرته لاعتراض الصواريخ المعادية التي سميت اعلاميا بحرب النجوم.

### أبريل

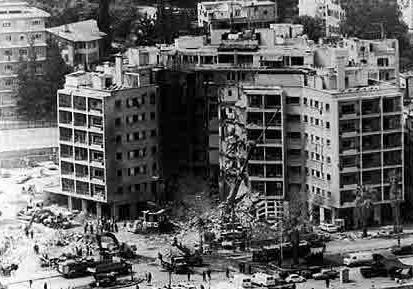
18 أبريل - تفجير سفارة الولايات المتحدة في بيروت مما يودي بحياة 63 شخص.

- 3 أبريل – بدء مهرجان «هيا نغني» في المكسيك، للمرة الثانية، وانتهى بعد خسمة أسابيع في الأول من مايو.
- 4 أبريل – انطلاق مكوك الفضاء تشالنجر في أولى رحلاته المسماة «إس تي إس – 6».
- 11 أبريل – شركة تارغت وهي أكبر سلسلة متاجر تجزئة في ولاية مينيسوتا الأمريكية، تتوسع إلى ولاية كاليفورنيا وتفتتح 11 متجرا.
- 12 أبريل انتخاب أول عمدة لشيكاغو من اصل أفريقي وهو هارولد واشنطون.
- 18 أبريل -
  - تفجير سفارة الولايات المتحدة في بيروت مما يودي بحياة 63 شخص.
  - ديزني تطلق قناة ديزني.
- 22 أبريل – إغلاق مفاعل نووي بسبب قضبان الوقود في محطة كورسك للطاقة النووية في روسيا.
- 25 أبريل – الحرب الباردة: ميدنة مانشستر بولاية مين الأمريكية: الزعيم السوفيتي يوري أندروبوف يدعو الطالبة سامانثا سميث لزيارة الاتحاد السوفيتي، بعد أن قرأ خطابها التي تعبر فيه عن خوفها من الحرب النووية.

### مايو

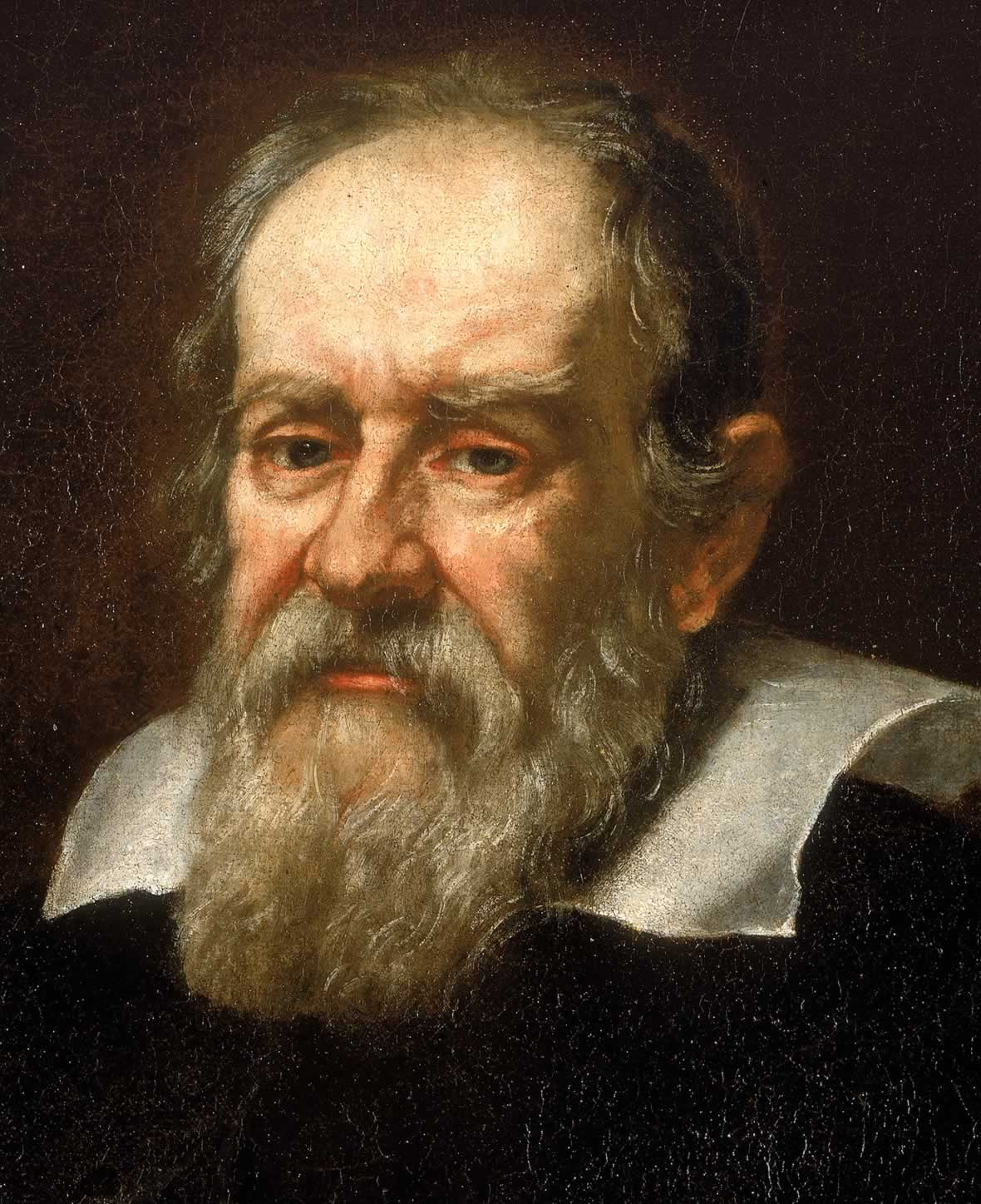
9 مايو - بابا الفاتيكان يلغي الحرمان من على العالم الإيطالي غاليليو غاليلي

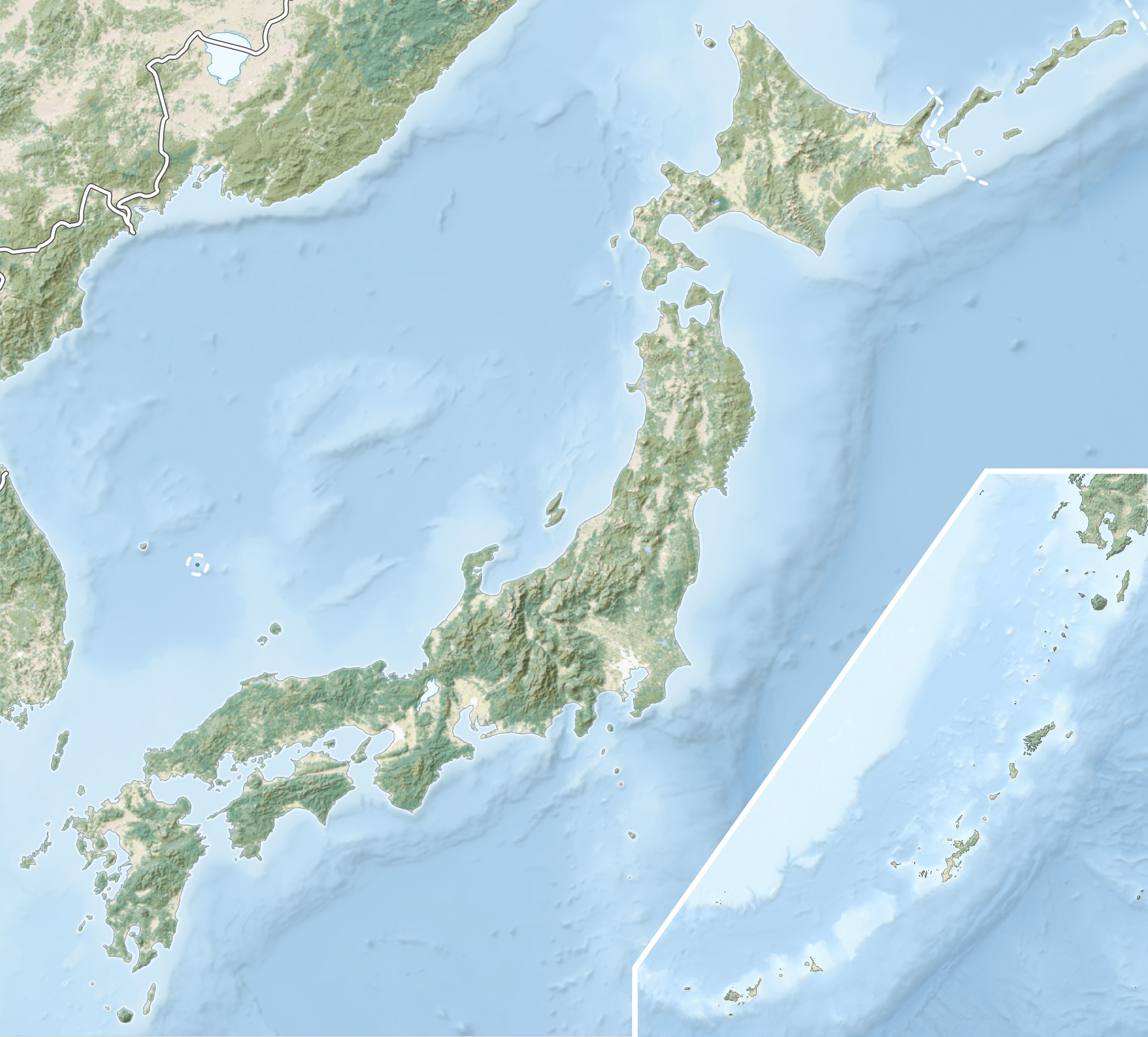
26 مايو – زلزال بحر اليابان

- 6 مايو – مجلة شتيرن الألمانية تنشر «مذكرات هتلر»، التي اتضح فيما بعد أنها ملفقة.
- 9 مايو - بابا الفاتيكان يلغي الحرمان من على العالم الإيطالي جاليلو.
- 16 مايو – استقالة رئيس وزراء ولاية نيو ساوث ويلز في  أستراليا، بسبب ادعاءات لبرنامج «الزوايا الأربع» في شبكة تلفزيون «إيه بي سي»، بأنه كان يمارس ضغوطات على القضاء في الولاية.
- 17 مايو –  لبنان و إسرائيل و الولايات المتحدة يوقعون اتفاقية للانسحاب الإسرائيلي من لبنان.
- 20 مايو –
  - فريقان منفصلان من الباحثين بقيادة روبرت غالو ولوك مونتانييه يعلنان بشكل منفصل عن وجود فيروس راجع أصاب أشخاصا بفيروس الإيدز، ونشرا تلك النتائج في نفس العدد في مجلة «ساينس» العلمية.
  - تفجير شارع تشيرش: سيارة مفخخة في بريتوريا في  جنوب إفريقيا تقتل 19 شخصا. وقام بتلك العملية أعضاء من «أومكونتو وي سيزوي» وهي الجناح العسكري للمؤتمر الوطني الأفريقي.
- 25 مايو – افتتاح فيلم «عودة الجيداي» من سلسلة «حرب النجوم» في صالات السينما.
- 26 مايو – زلزال بحر اليابان: زلزال يضرب جنوب هونشو  بقوة 7.8 ميغاوات أي بأقصى درجة على مقياس ميركالي لقياس الزلازل. وتلاه تسونامي سبب مقتل 100 شخص.
- 27 مايو – كارثة الألعاب النارية في بينتون: انفجار في مصنع غير مرخص وغير قانوني في مدينة بينتون في ولاية تينيسي الأمريكية، يقتل 11 شخصا ويجرح واحداً. ودوى الانفجار في مساحة قطرها 20 ميلا (32 كيلومتر).
- 28 مايو – انعقاد قمة الدول السبع رقم 9 في مدينة وليامزبرغ في ولاية فيرجينيا في  الولايات المتحدة.

### يونيو

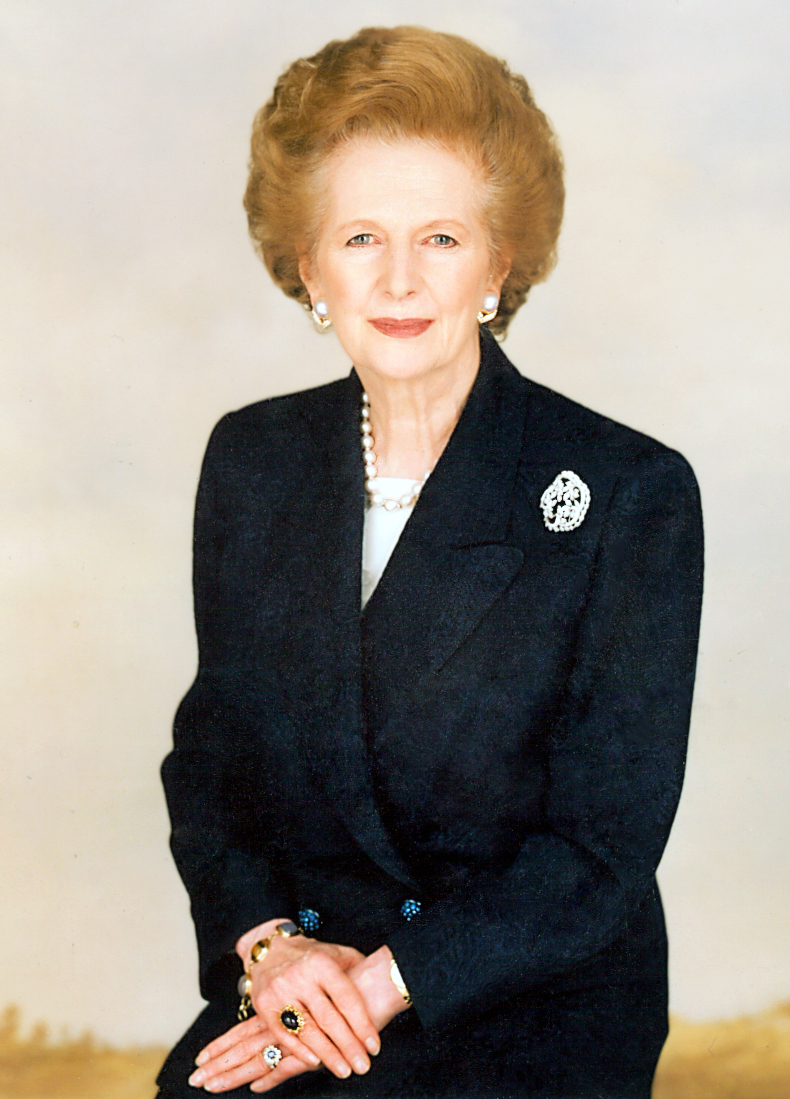
9 يونيو - مارغريت ثاتشر رئيسة الوزراء البريطانية منذ عام 1979 تحقق انتصارا ساحقا في الانتخابات على حزب العمال

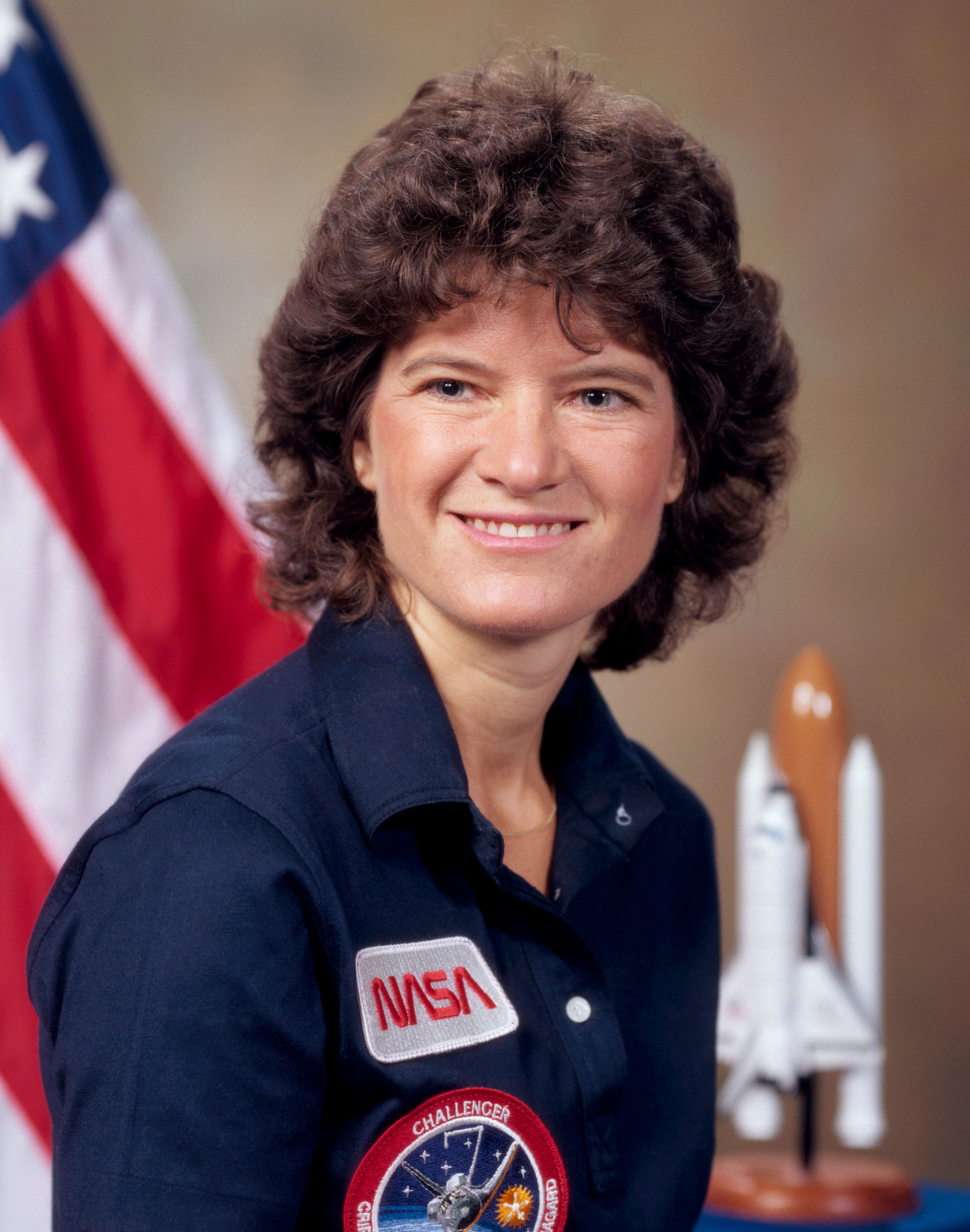
18 يونيو – سالي ريد تصبح أول أمريكية تصل إلى الفضاء وذلك على متن مكوك الفضاء تشالنجر.

- موجات من الحر تضرب ولايات الغرب الأوسط في  الولايات المتحدة وحالة من الجفاف تسبب في قلة الماء.
- 9 يونيو - مارغريت ثاتشر رئيسة الوزراء البريطانية منذ عام 1979 تحقق انتصارا ساحقا في الانتخابات على حزب العمال المنقسم على نفسة بزعامة مايكل فوت وساعد على تحقيق هذا الانتصار النجاح الذي تحقق في حرب فوكلاند وتحسن المستوى الاقتصادي بعد 3 أعوام من إعادة الهيكلة وانحسار معدل البطالة.
- 4 يونيو –  مقتل غوردون كال متظاهر الضرائب الهارب، في تبادل إطلاق نار مع الشرطة في سميثفيل في أركنساس، ومقتل شريف شرطة محلي. واستمرت مطاردته لمدة أربعة شهور.
- 5 يونيو – تأسيس شبكة تلفزيون «ريدي مانشيتي» في مدينة ساو باولو في  البرازيل. وتوقفت في عام 1999.
- 13 يونيو – مركبة بايونير 10 تعبر مدار كوكب نبتون، وتصبع أول مركبة يصنعها الإنسان تجتاز منطقة الكواكب الرئيسية في المجموعة الشمسية.
- 16 يونيو – القبض على كورك غراهام في جزيرة بو كووك في  فيتنام، وهو يبحث عن كنز دفنه القبطان كيد. وأدين وسجن حتى عام 1984 بتهمة الدخول الغير شرعي.
- 18 يونيو –
  - سالي رايد تصبح أول أمريكية تصل إلى الفضاء وذلك على متن مكوك الفضاء تشالنجر.
  - الإعدام شنقا للمراهقة الإيرانية مونا محمود نجاد وتسعة نساء أخريات بسبب انتمائهم للدين البهائي.
- 30 يونيو – فقدان المبرد في محطة إمبالزي للطاقة النووية في  الأرجنتين. وصنف الحادث على أنه «حادث بأضرار محلية» من الدرجة الرابعة على مقياس الحوادث النووية العالمي.

### يوليو
- 1 يوليو -

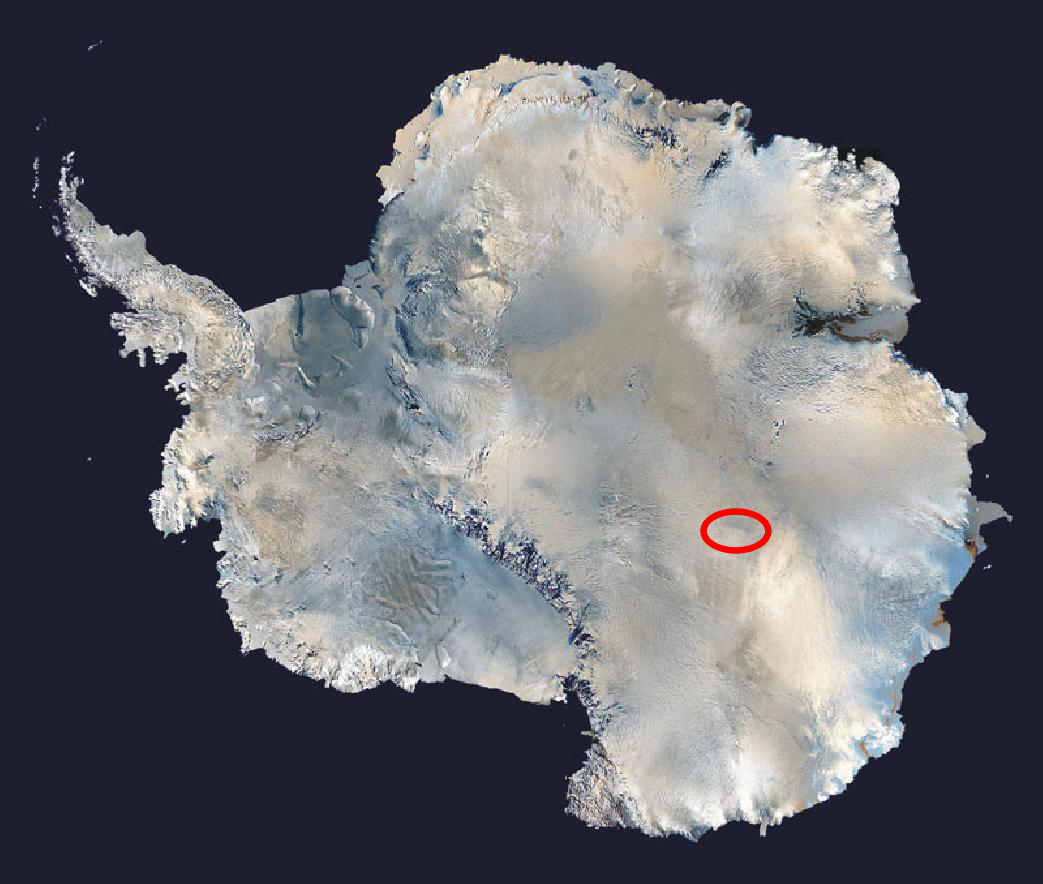
21 يوليو – تسجيل أدنى درجة حرارة على كوكب الأرض في محطة فوستوك في أنتاركتيكا، وبلغت –89.2 درجة مئوية.

  - المحكمة العليا في أستراليا توقف بناء سد فرانكلين في تسمانيا.
  - تحطم الطائرة الكورية الشمالية (إليوشين 2 – 62 إم)  في جبال دجال فوتا في غينيا بيساو، في طريقها إلى مطار كوناكري في غينيا، ومقتل جميع الركاب الـ 23 على متنها.
  - خطأ تقني يتسبب في إطلاق مادة نظير اليود 131 من محطة فيليبسبرغ للطاقة النووية في  ألمانيا.
- 15 يوليو -
  - طرح نظام الألعاب نتنيندو في اليابان لأول مرة.
  - هجوم مطار أورلي في باريس ومقتل 8 وإصابة 55 شخص.
- 16 يوليو – كارثة سيكورسكي إس 61: تحطم طائرة هليوكوبتر في جزر سيلي ومقتل 20 شخص.
- 20 يوليو – حكومة  بولندا تعلن انتهاء الأحكام العرفية، والعفو عن السجناء والسياسيين.
- 21 يوليو – تسجيل أدنى درجة حرارة على كوكب الأرض في محطة فوستوك في أنتاركتيكا، وبلغت –89.2 درجة مئوية.
- 22 يوليو – الأسترالي ديك سميث ينهي طوافه الفردي في الهليوكوبتر.
- 23 يوليو -
  -  سريلانكا: بداية حرب إيلام الأولى في 23 يوليو 1983 والتي انتهت في 29 يوليو 1987. وذلك بعد مقتل 13 جندي سيريلانكي في كمين نفذته حركة نمور التاميل، لتبدأ الحرب الأهلية السريلانكية والتي استمرت حتى عام 2009.
  -  اليابان: أمطار غزيرة وانهيارات طينية في إقليم شيماني في غرب  اليابان ومقتل 117 شخص.
  - إقامة حفل للمغنية ديانا روس في المرج الكبير في سنترال بارك في نيويورك، وحضره 800000 شخص، لكن أغلي الحفل بعد فترة قصيرة بسبب عاصفة برق شديدة.
- 24 يوليو – أعمال عنف عرفت باسم «يوليو الأسود» في  سريلانكا، ومقتل أعداد كبيرة تتراوح بين 400 و3000. وتعتبر أحداث يوليو الأسود بداية الحرب الأهلية السريلانكية.
- 28 يوليو – تبرئة رئيس وزراء ولاية نيو ساوث ويلز نيفيل ران من قبل لجنة الشارع الملكي، من اتهامات بالتأثير على القضاء في الولاية، زعمها برنامج تليفزيوني اسمه «الزويا الأربع» تبثه شبكة إي بي سي.

### أغسطس

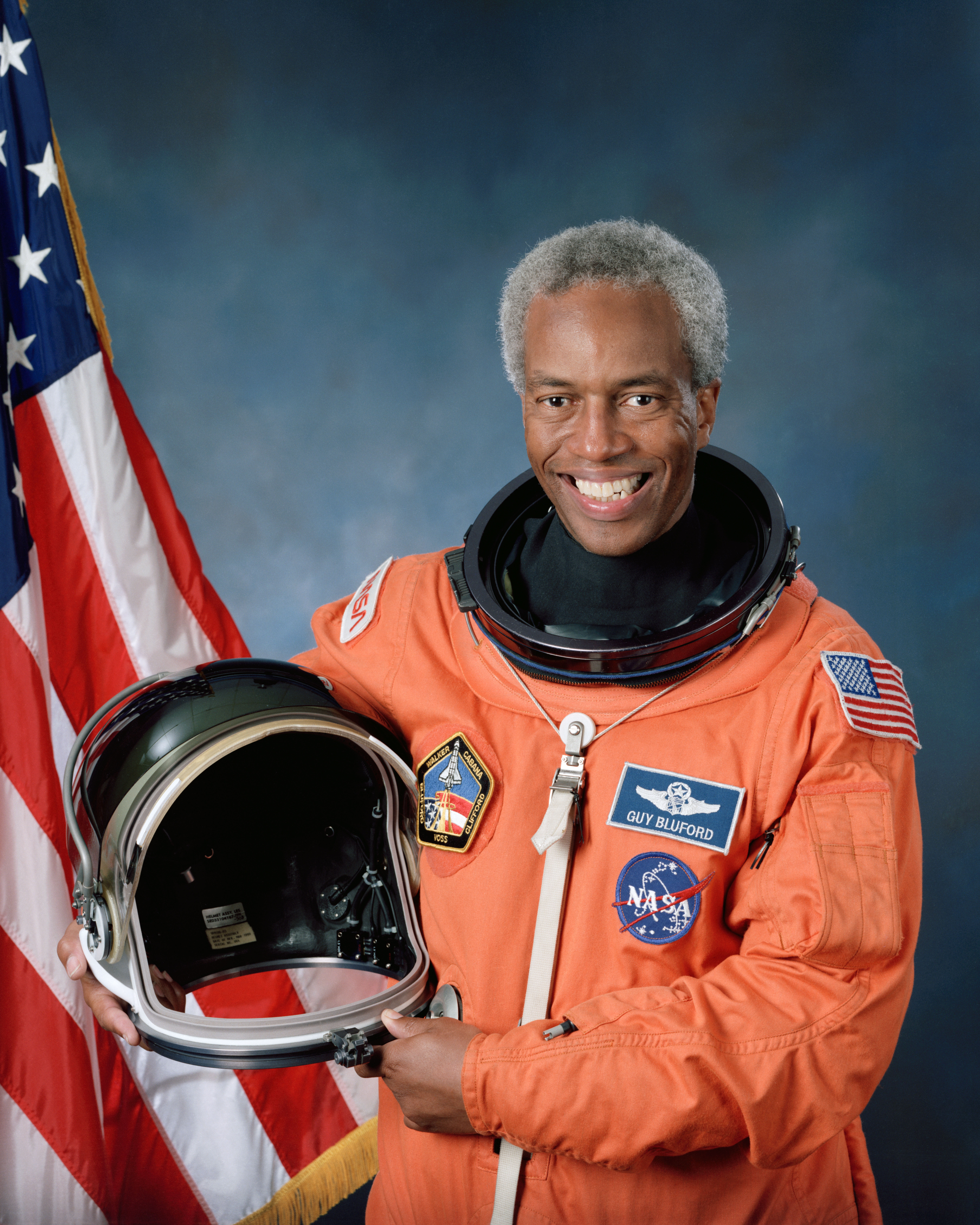
30 أغسطس - غويون س بلوفورد يصبح أول رائد فضاء أمريكي من اصل أفريقي.

- 4 أغسطس - توماس سانكارا يصبح رئيسا في فولتا العليا «بوركينا فاسو».
- 18 أغسطس –
  - إعصار إليشا يضرب سواحل تكساس ويقتل 22 شخص ويتسبب في أضرار قدرت بحوالي 3.8 مليار دولار أمريكي.
  - مقتل 5 أشخاص وإصابة 18 شخص بعد خروج قطار عن مساره في منطقة أولورو في أستراليا (وأدين السائق دوغلاس إدوارد كراب في مارس 1984).
- 21 أغسطس – اغتيال زعيم المعارضة الفلبيني بينينو أكينو الابن في العاصمة مانيلا بعد رجوعه مباشرة من المنفى.
- 24 أغسطس – دمار حلبة فيلادلفيا القديمة في حريق متعمد.
- 26 أغسطس – أمطار غزيرة في منطقة بلباو في  إسبانيا تكون فيضانات تحاصر عدة مناطق، وتقتل 44 شخص وتسبب أضرارا تقدر بالملايين.
- 30 أغسطس - غويون س بلوفورد يصبح أول رائد فضاء أمريكي من اصل أفريقي.

### سبتمبر

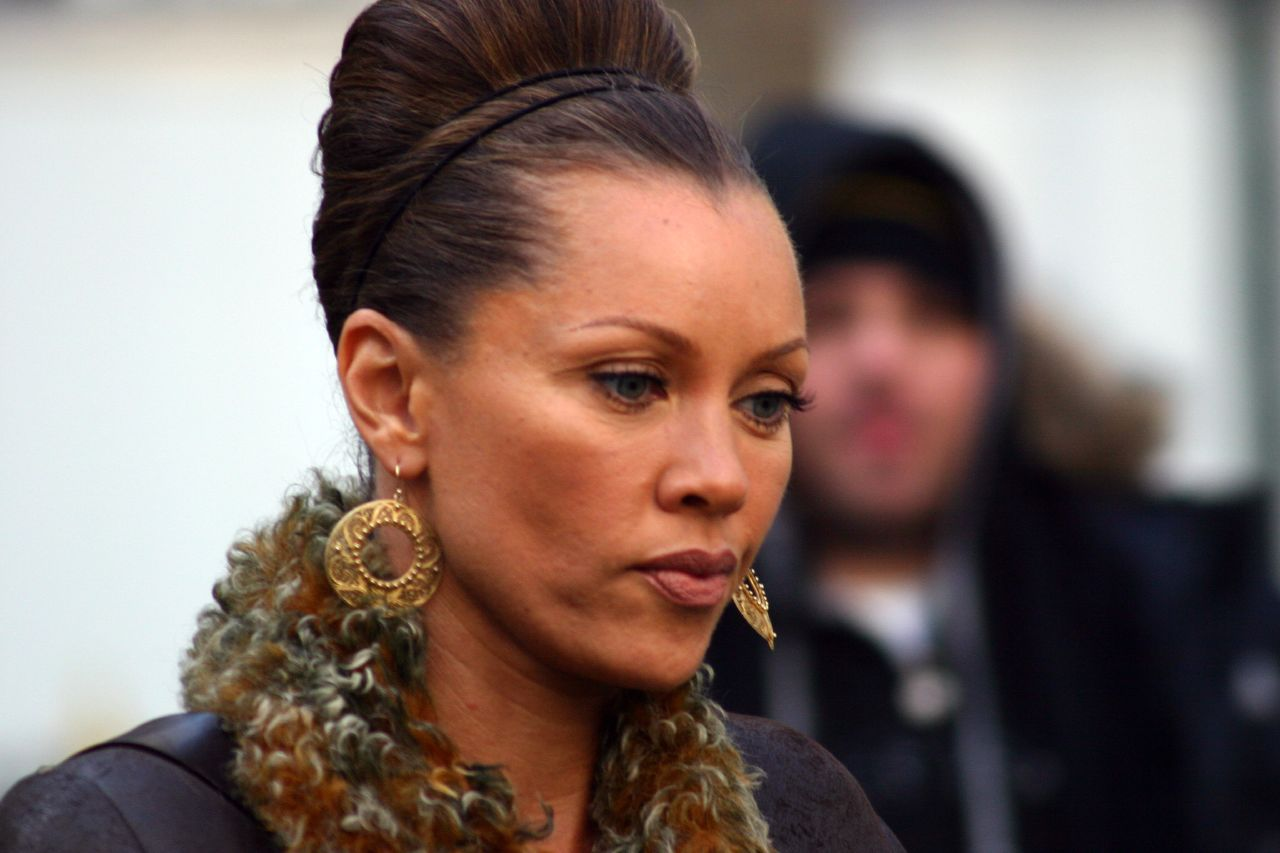
17 سبتمبر – فانيسا ويليامز تصبح أول أمريكية من أصل أفريقي تتوج بلقب «ملكة جمال أمريكا»، وذلك في مدينة أتلانتيك سيتي في ولاية نيوجرسي.

- 1 سبتمبر – الحرب الباردة: طائرة الرحلة رقم 007 التابعة للخطوط الجوية الكورية، تسقطها مقاتلة حربية سوفيتية قرب جزيرة مونيرون، بعدما اخترقت تلك الطائرة المجال الجوي السوفيتي. وقتل جميع ركاب الطائرة وعددهم 269 بمن فيهم لاري ماكدونالد عضو الكونغرس الأمريكي.
- 4 سبتمبر – ستة رجال يسيرون تحت الماء عابرين ميناء سيدني لمسافة 82.9 كيلومتر في 48 ساعة.
- 6 سبتمبر – الاتحاد السوفيتي يعترف بإسقاط طائرة الرحلة 007 التابعة للخطوط الجوية الكورية، قرب جزيرة مونيرون، قائلة أن الطيارون لم يعلموا أن تلك الطائرة مدنية وليست عسكرية، عندما اخترقت المجال الجوي السوفيتي.
- 16 سبتمبر – الرئيس الأمريكي رونالد ريغان يعلن أن نظام تحديد المواقع العالمي GPS (جي بي إس) سيكون متاحا للاستخدام المدني.
- 17 سبتمبر – فانيسا ويليامز تصبح أول أمريكية من أصل أفريقي تتوج بلقب «ملكة جمال أمريكا»، وذلك في مدينة أتلانتيك سيتي في ولاية نيوجرسي.
- 19 سبتمبر – جزيرتا سانت كيتس ونيفيس تحصلان على استقلالهما وتصبحان دولة واحدة.
- 23 سبتمبر –
  - طائرة طيران الخليج الرحلة ٧٧١: تتحطم في دولة  الإمارات العربية المتحدة بسبب انفجار قنبلة في قسم الأمتعة، ومقتل 117 شخص.
  - نشوب أعمال عنف في  كاليدونيا الجديدة بين الكاناكس وهم السكان الأصليين وبين الفرنسيين. الحكومة الفرنسية تسحب وعدها بمنح البلاد استقلالها.
- 25 سبتمبر – هروب سجن ميز: 38 سجينا تابعين للجيش الجمهوري الأيرلندي، تسلحوا بستة مسدسات، وخطفوا عربة لوري وحطموا طريقهم إلى خارج السجن الذي يقع في  أيرلندا الشمالية. ويعتبر ذلك أكثبر عملية هروب من سجن منذ الحرب العالمية الثانية في تاريخ بريطانيا.
- 26 سبتمبر –
  - حادثة الإنذار النووي الخاطئ: ضابط عسكري سوفيتي يدعى ستانيسلاف بيتروف يجنب العالم حربا نووية بفضل تشخصيه الصحيح لإنذار بهجوم صاروخي أمريكي بأنه «إنذار خاطئ»، وذلك عندما انطلق نظام البث الطارئ في العديد من محطات الراديو والتلفاز الأمريكية.
  - إنهاء المهمة سويوز تي-10-1 قبل انطلاقها من منصة الصورايخ في قاعدة بايكونور كوسمودروم في  كازاخستان، بعدما نشب حريق في منصة الإطلاق في قاعدة الصاروخ سويوز يو خلال العد التنازلي للإطلاق. وقد ساعد برج الهروب المثبت بأعلى الكبسولة التي بها طاقم الرواد، على إنقاذ حياتهم وإبعادهم بأمان، قبل أن ينفجر الصاروخ ومنصة الإطلاق.
- 27 سبتمبر – الإعلان عن مشروع جنو على مواقع إخبارية متخصصة على الإنترنت هي «نت دوت يونيكس ويزاردس» و«نت دوت يوسفت».

### أكتوبر

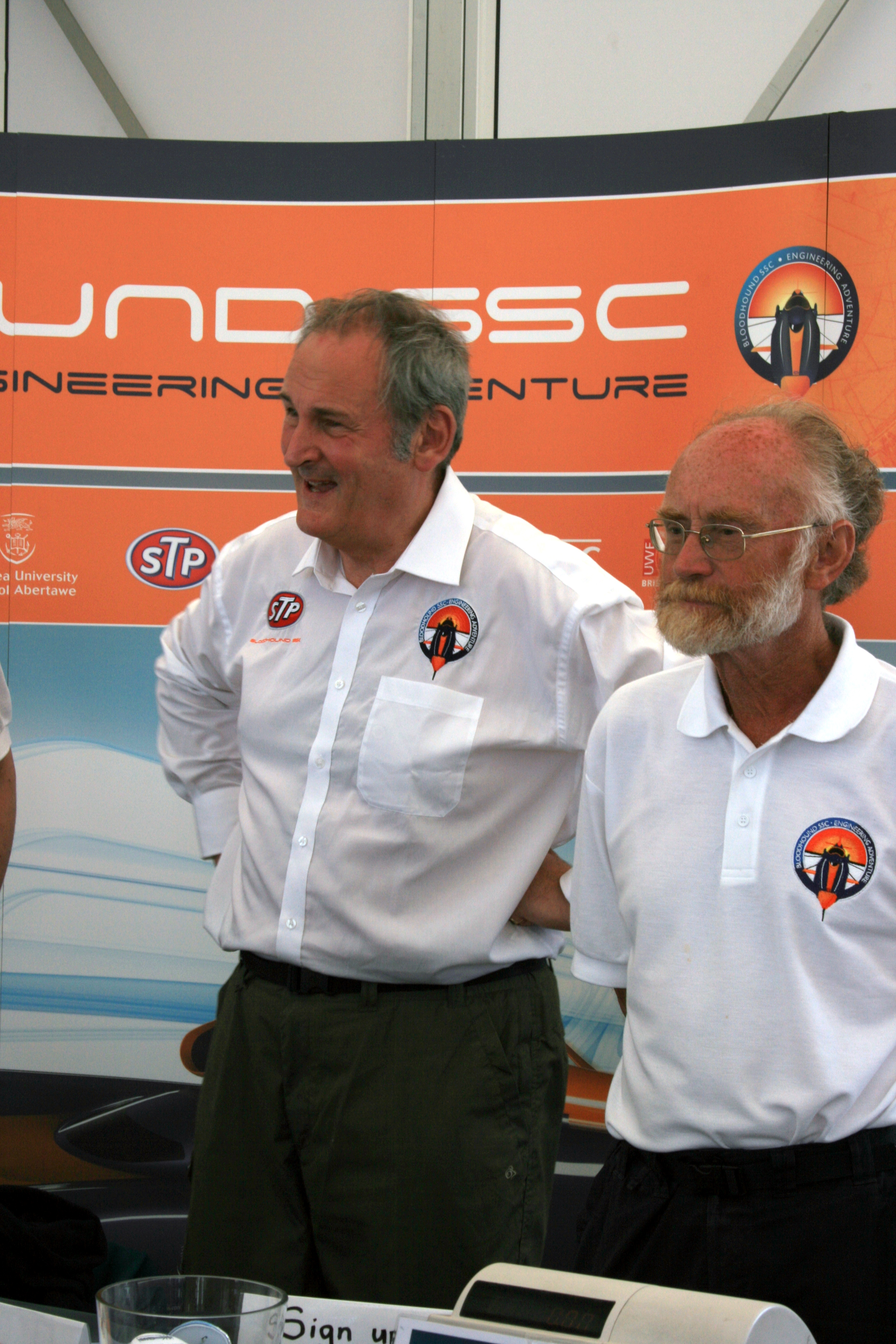
4 أكتوبر – البريطاني ريتشارد نوبل يحقق رقما قياسيا في السرعة على الأرض قدرها 1019.468 كم/س

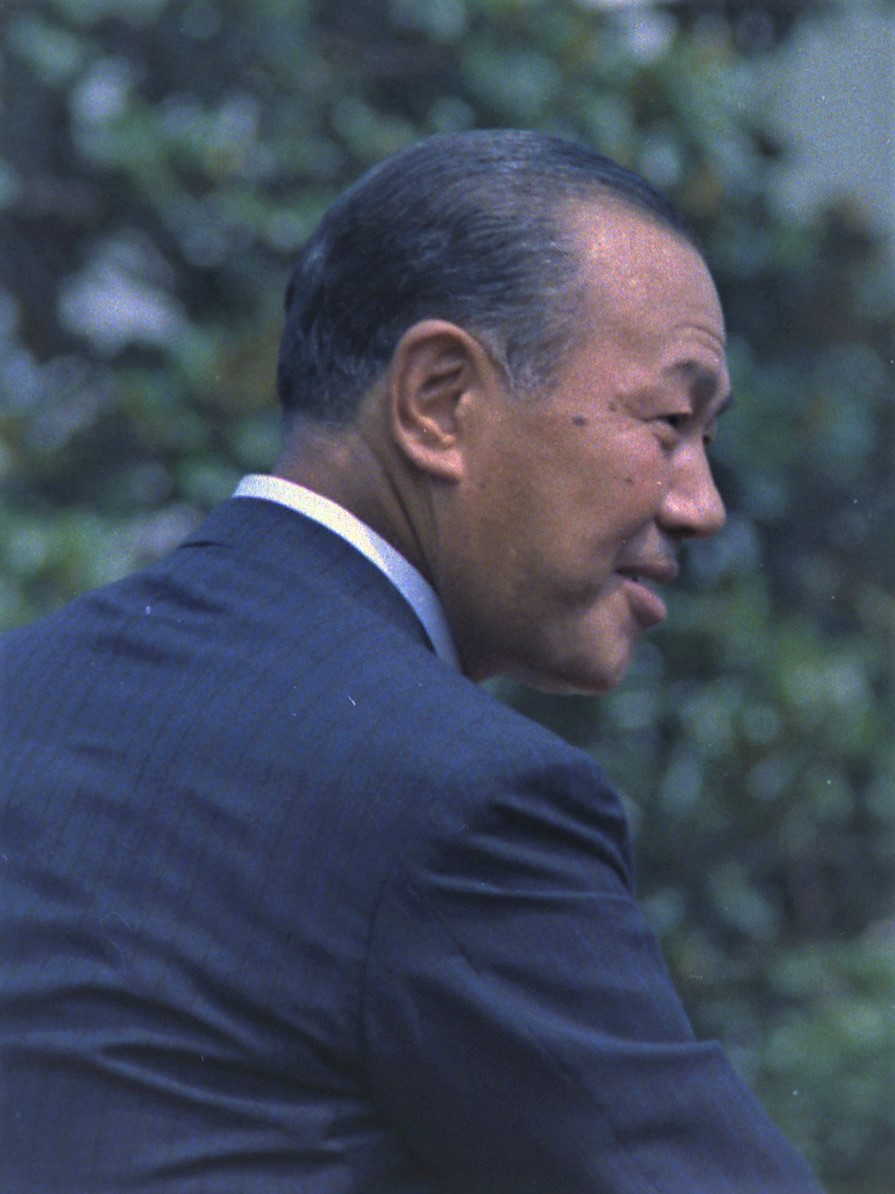
12 أكتوبر – إدانة رئيس وزراء السابق كاكويه تاناكا بتهمة قبول رشوة قدرها مليوني دولار من شركة لوكهيد

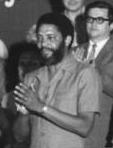
19 أكتوبر – اغتيال موريس بيشوب رئيس وزراء غرينادا و40 آخرين في انقلاب عسكري.

- 2 أكتوبر – انتخاب نيل كينوك زعيما لحزب العمال البريطاني.
- 4 أكتوبر –
  - المستثمر البريطاني ريتشارد نوبل يحقق رقما قياسيا في السرعة على الأرض قدرها 1019.468 كم/س. باستخدم المركبة ثراست 2، وذلك في صحراء بلاك روك في ولاية نيفادا الأمريكية.
  - افتتاح أول مطاعم سلسلة هوترز في مدينة كليرواتر في ولاية فلوريدا الأمريكية.
- 7 أكتوبر – الإعلان عن خطة لإلغاء مجلس لندن الأعلى.
- 9 أكتوبر – مقتل لي بوم سوك وزير خارجية  كوريا الجنوبية في تفجير رانجون ومقتل 21 آخرين. ويعتقد أن  كوريا الشمالية هي المسئولة عن التفجير.
- 12 أكتوبر – إدانة رئيس وزراء  اليابان السابق كاكويه تاناكا بتهمة قبول رشوة قدرها مليوني دولار من شركة لوكهيد، وحكم عليه بالسجن 4 سنوات.
- 19 أكتوبر – اغتيال موريس بيشوب رئيس وزراء غرينادا و40 آخرين في انقلاب عسكري.
- 21 أكتوبر – تعريف المتر على أساس سرعة الضوء، بأنه المسافة التي يقطعها الضوء في 1 على 299792458 جزء من الثانية. وذلك في مؤتمر عام حول الأوزان والمقاييس.
- 22 أكتوبر – تظاهرات شعبية في بون في  ألمانيا الغربية لصالح نزع السلاح النووي.
- 23 أكتوبر - تفجير شاحنة مفخخة في ثكنات القوات الأمريكية والفرنسية في بيروت، مما أدى إلى مقتل 241 جندي أمريكي و58 من المظليين الفرنسيين و6 مدنيين لبنانيين
- 25 أكتوبر –
  - القوات الأمريكية تغزو غرينادا بناء على طلب يوجينيا تشارلز رئيسة وزراء دومينيكا، بصفتها عضو في منظمة الدول الأمريكية.
  - إصدار برنامج معالجة نصوص هو «مالتي تول وورد» الذي سيتحول قريبا ليسمى «ميكروسوف وورد» في الولايات المتحدة الأمريكية. وهو نتاج عمل كل من المبرمجين ريتشارد برودي وتشارلز سيموني.
- 27 أكتوبر البابا يوحنا بولس الثاني يقوم بزيارة من حاول اغتياله محمد علي اغا في السجن.
- 30 أكتوبر، أول انتخابات ديمقراطيه في الأرجنتين بعد 7 سنوات من الحكم العسكري.

### نوفمبر
- 2 نوفمبر –

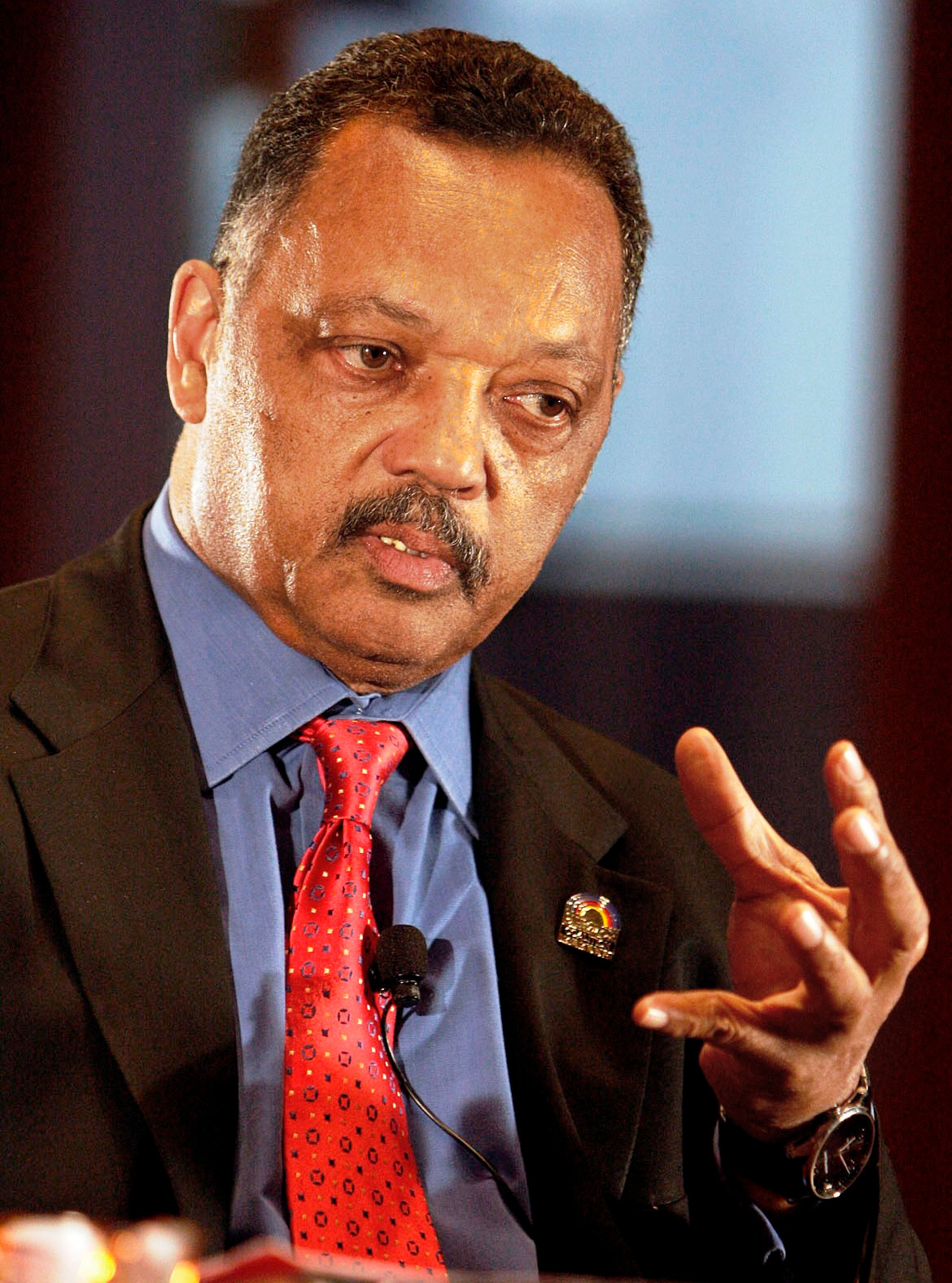
3 نوفمبر - القس جيسي جاكسون يعلن ترشيحه لعام 1984 الرئاسية الأمريكية عن الحزب الديمقراطي.

  - يوم مارتن لوثر كنج: الرئيس الأمريكي رونالد ريغان يوقع في الحديقة الوردية في البيت الأبيض، على مشروع قانون باعتماد يوم الاثنين الثالث من شهر يناير إجازة فدرالية لتكريم مارتن لوثر كينج الابن. وتم تطبيقه في عام 1986.
  -  جنوب إفريقيا تقر دستورا جديدا يقلص الحقوق السياسية للملونين والآسيويين كجزء من سلسلة من التعديلات لتطبيق سياسة الفصل العنصري.
  - شركة كرايسلر تصدر سيارة دودج كرافان وهي أول ميني فان أي شاحنة صغيرة.
- 3 نوفمبر - القس جيسي جاكسون يعلن ترشيحه لعام 1984 الرئاسية الأمريكية عن الحزب الديمقراطي.
- 7 نوفمبر –
  - عملية الرامي القادر 84: ضباط سوفييت يسيئون تفسير أحد تدريبات حلف الناتو بأنه ضربة نووية أولى، مما يتسبب في آخر حالات الرعب النووي في الحرب الباردة.
  - ذكرى التحول السلمي في تونس على يد الرئيس زين العابدين بن علي.
- 10 نوفمبر – إدارة الغذاء والدواء الأمريكية تجيز عقار إيتوبوسيد لعلاج السرطان، والذي يعتبر خطوة رائدة نحو نظام علاج كيميائي لسرطان الخصية.
- 11 نوفمبر – الرئيس الأمريكي رونالد ريغان يصبح أول رئيس أمريكي يلقي خطابا في البرلمان الياباني.
- 13 نوفمبر – وصول أول صواريخ كروز من  الولايات المتحدة إلى قاعدة غرينهام الجوية في بركشاير في  إنجلترا، وسط تظاهرات من دعاة السلام.
- 14 نوفمبر – إدارة الغذاء والدواء الأمريكية تجيز عقار سيكلوسبورين وهو عقار مثبط للمناعة، مما أدى إلى ثورة في مجال زراعة الأعضاء.
- 15 نوفمبر - الجزء التركي من  قبرص يعلن استقلاله، ويصبح باسم دولة  قبرص الشمالية.
- 16 نوفمبر – هيئة محلفين في مدينة غريتنا في ولاية لويزيانا الأمريكية، تبرئ جيني فوت من قتل رجل الأعمال الأرجنتيني موزس تشايو.
- 17 نوفمبر – تأسيس جيش زاباتيستا للتحرير الوطني في  المكسيك.
- 19 نوفمبر – محاولة خطف طائرة الرحلة 6833 التابعة لشركة إيروفلوت، وذلك في جورجيا إحدى جمهوريات الاتحاد السوفيتي، ونتج عن ذلك قتلى ومصابين.
- 24 نوفمبر – العثور على ليندا مان ذات الخمسة عشر عاما، مخنوقة ومغتصبة في قرية ناربورو في  إنجلترا (وقد حكم لاحقا على كولين بيتشفورك بالسجن مدى الحياة).
- 26 نوفمبر – عملية سطو برينكس مات: سرقة 6800 سبيكة ذهبية تقدر قيمتها بحوالي 26 مليون جنيه إسترليني، من قبو برينكس مات في مطار هيثرو في لندن. ولم يتم استعادة سوى جزء بسيط من الذهب إدانة رجلين اثنين.
- 27 نوفمبر – تحطم طائرة الرحلة 11 لشركة أفيانكا الكولومبية بالقرب من مطار باراخاس في مدريد في  إسبانيا. ومقتل 181 من أصل 192 على متنها.

### ديسمبر
- 4 ديسمبر -

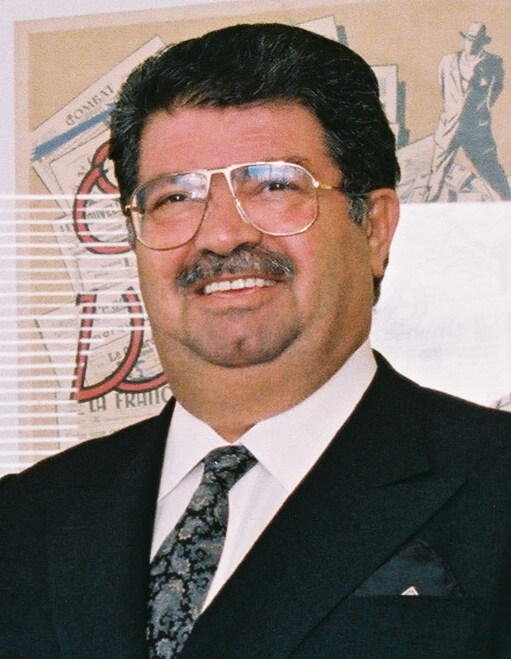
13 ديسمبر – توركوت أوزال من حزب الوطن الأم يشكل حكومة جديدة في ، وبداية نظام حكم مدني جديد

31 ديسمبر – استقلال عن (العلم في الصورة)

- الولايات المتحدة تقصف المواقع السورية في لبنان.
- إسقاط طائرة أمريكية من طراز غرومان ايه-6 إنترودر وبداخلها الطياران الأمريكيان مارك لانغ وبوبي غودمان فوق  لبنان، وأسرهما من قبل سوريين. توفي لانغ جراء إصابته وتم إطلاق سراح غودمان بعد 30 يوما بعد تدخل القس جيسي جاكسون.
- الانتخابات العامة في  فنزويلا وفوز حزب المعارضة وهو الحركة الديمقراطية بأغلبية في غرفتي البرلمان الفنزويلي، وكذلك بالرئاسة لصالح الرئيس خايمي لوسنشي لفترة رئاسية أخرى من عام 1984 إلى 1989.
- كسوف شمسي في 4 ديسمبر 1983. وشوهد في الرأس الأخضر وجزيرة أنوبون – وهي جزيرة في غينيا الاستوائية – وجمهورية الكونغو الديمقراطية والكنغو الشعبية، وشمال أوغندا وجنوب السودان وشمال غرب كينيا وإثيوبيا والصومال.
- 5 ديسمبر – إنشاء المركز الدولي للتنمية المتكاملة للجبال ومقره في العاصمة كاتماندو في  نيبال، وذلك بموجب قانون من برلمان نيبال في نفس العام.
- 7 ديسمبر – اصطدام طائرتي ركاب على مدرج مغطى بالضباب في مطار مدريد ومقتل 90 شخص.
- 9 ديسمبر – تحرير سعر صرف الدولار الأسترالي بقرار بول كيتنغ وزير الخزانة الفدرالية، في ظل حكومة رئيس الوزراء بوب هوك.
- 10 ديسمبر – الحكم العسكري ينتهي وتستعاد الديمقراطية في الأرجنتين، مع بداية الفترة الرئاسية الأولى للرئيس راؤول ألفونسين.
- 13 ديسمبر – توركوت أوزال من حزب الوطن الأم يشكل حكومة جديدة في  تركيا، وبداية نظام حكم مدني جديد.
- 17 ديسمبر –
- حريق في ملهى ليلي في مدريد يسفر عن مقتل 83 وإصابة 47.
- تفجيرات هارودز في لندن: سيارة مفخخة تابعة للجيش الجمهوري الأيرلندي تقتل 6 وتصيب 90 أمام محل هارودز في لندن.
- 27 ديسمبر – انفجار غاز بروبان في مدينة بافالو بولاية نيويورك الأمريكية تسفر عن مقتل 4 رجال إطفاء ومدينيين اثنين.
- 29 ديسمبر القس جيسي جاكسون يسافر إلى  سوريا لتأمين إطلاق سراح ملازم البحرية الأمريكية روبرت غودمان، والذي سقط في الأسر السوري بعد إسقاط طائرته خلال مهمة قصف جوي في لبنان.
- 31 ديسمبر –
- استقلال  بروناي عن  المملكة المتحدة.
- تفجيرات  فرنسا: الأول في قطار في باريس يقتل 3 ويصيب 19. والآخر في محطة في مارسيليا يقتل 2 ويصيب 34.
- الإطاحة بالجمهورية النيجيرية الثانية في  نيجيريا.

### تاريخ غير محدد

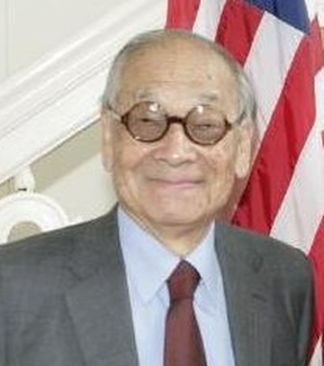
آي إم بي يفوز بجائزة بريتزكر للعمارة، وهو المهندس الذي صمم البرج الزجاجي في متحف اللوفر في باريس

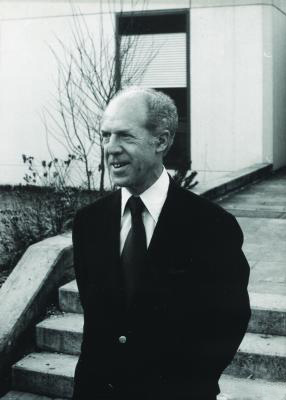
جيرارد ديبرو يفوز بجائزة نوبل في العلوم الاقتصادية

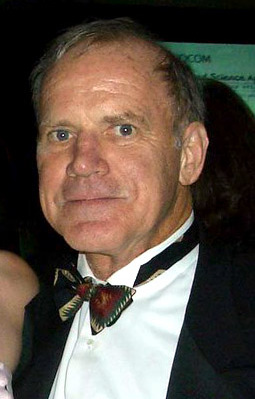
كاري موليس يكتشف تفاعل البوليمراز المتسلسل والذي يعتبر أساسا لكثير من الفحوصات الجينية

- آي إم بي يفوز بجائزة بريتزكر للعمارة، وهو المهندس الذي صمم البرج الزجاجي في متحف اللوفر في باريس.
- زلاتكو أوغلجين يفوز بجائزة أغا خان للعمارة، لتصميمه مسجد سيريفوندين في فيسوكو.
- إطلاق البرنامج التعليمي لمحاربة إدمان المخدرات في  الولايات المتحدة.
- جيرارد ديبرو يفوز بجائزة نوبل في العلوم الاقتصادية.
- كاري موليس يكتشف تفاعل البوليمراز المتسلسل والذي يعتبر أساسا لكثير من الفحوصات الجينية.
- توقفت شركة ديلورين موتور عن الإنتاج.
- حدوث ظاهرة إل نينو أثرت على درجة الحرارة بشكل عالمي.
- موجة جفاف تصيب الغرب الأوسط والسهول العظمى وأجزاء من جنوب  الولايات المتحدة بين شهري مايو وسبتمبر.
- تأسيس شركة هيونداي للصناعات الإلكترونية في  كوريا الجنوبية.

## مواليد
- عبدالعزيز بن سعود بن نايف بن عبد العزيز آل سعود.
- ريم بنت الوليد بن طلال بن عبد العزيز آل سعود، أميرة سعودية.
- آرون براون
- آمي واينهاوس
- أحمد حسام
- أحمد عطيف
- أدريان بيت
- أدريان كريستيا
- أرثر بوكا
- أرونا كوني
- ألان كانتاريل
- ألبيرت بونياكو
- ألفارو أربيلوا
- ألفونسو دي لوتشيا
- ألكساندر كلفز
- ألكسندر ستولز
- ألكسندر ميير
- أليخاندرو فالا
- أليساندرو ديامانتي
- أليساندرو غازي
- أمبير تامبلين
- أناهيد فياض
- أنتوان بيورون
- أنجيل ديالبيرت
- أندر موريللو
- أندرانيك تيموريان
- أندرو بوينس
- أندري سانتوس
- أندرياس إيفانسكيتز
- أندريه روسول
- أنديرسون ميغيل دا سيلفا
- أنطونيو أمايا
- أنطونيو فلورو فلوريس
- أنطونيو ميرانتي
- أوغنين فوكوفيتش
- أوليفر أورياك
- أيمن زايد
- إبان زوبياوري
- إبراهيم الغانم
- إتيان ديدوت
- إدوارد روجيه فازلين
- إدواردو دا سيلفا
- إسماعيل مطر
- إغناتي نستروف
- إلريو فان هيردين
- إليسيو بيريرا دوس سانتوس
- أميرة الطويل
- إوستاريتز
- إيفان ساينكو
- إيفان ستيفانوفيتش
- إيمانويل إيبوي
- إيمانويل بوغاتيتز
- إيمانويل ريفاس
- إيميلي بلنت
- الهادي فيصل عوادة
- ايفان بورن
- بابلو غرانوتشي
- باتريك أوتشس
- بافيل بوغربنياك
- باولو بيزولانو
- باولو ساماركو
- بكاري سانيا
- بارك جونغ سو (ليتوك)
- بن فورستر
- بوبي كونفي
- بول ألو
- بول كابديفايل
- بيتر راماج
- بيتر نيميير
- بيدرو لوبيز مونوز
- بيغ
- بيفان فرانسمان
- بيلي موانزا
- بيورن هيلغه رييزه
- ت-باين
- تشوي سونغ كوك
- تشيزري بوفو
- تشيفا نزيغو
- تولغا زينغن
- تومازو بيرني
- توماس كالينبيرغ
- توماش سيفوك
- تيرون ميرز
- تيلماريو دي أروجو ساكرامينتو
- ثرومورجان فيران
- جاكوب واورزنياك
- جان بول يونتشا
- جان جاك غوسو
- جان ماكون
- جايمس كولنز
- جايمس ماكفادن
- جراح الظفيري
- جنيفر زيز
- جواد الزايري
- جواد كاظميان
- جوسي فيريرا فييرا
- جوليان فوبيرت
- جون هيتينغا
- جونا هيل
- جوناثان بريسون
- جوناس أوكيتولا
- جوناس ساكوواها
- جويرمو جارسيا لوبيز
- جيانفيتو بلاسماتي
- جيرالد سيد
- جيرمان بينانت
- جيرمان جيناس
- جيرمي أليادير
- جيريمي تولالان
- جيريمي كريستي
- جيريمي ماثيو
- جيلس مولر
- جيمي جوان
- جيمي ماينفروي
- جيوزيبي غريكو
- حاج بوقاش
- حمدي القصراوي
- خافيير أوتورياغا
- خافيير بينولا
- خالد خلف
- خالد محمد الرجيب
- خوان مانويل فارغاس
- خورخي فالديفيا
- خورخي مارتينيز
- خوسيه أنتونيو رييس
- داريوس دودكا
- دافيدي بيونديني
- داميان بيرينيل
- دانتي بونفيم كوستا سانتوس
- دانييل ألفيز
- دانييل هاس
- دانييلي دي روسي
- دانييلي مانيني
- دعيج ناصر
- دميتري سيتشيف
- دو زهينيو
- دو وينهو
- ديانا كرزون
- ديدييه أوفونو
- ديريك بواتينغ
- ديفيد إلم
- ديفيد بارال
- ديفيد بريتو
- ديفيد كارني
- ديلي أيينوغبا
- ديمي دي زو
- ديميتار رانغيلوف
- دين أشتون
- دييغو بيناليو
- راؤول ميريلس
- رازفان كوكيس
- رافائيل فان در فارت
- رانسفورد أدو
- رجا رافع
- روبن أوليفيرا
- روبن فان بيرسي
- روجر جونسون
- روماريك
- رومان مارتينيز
- روميو كاستيلين
- ريان سيمان
- ريجينالدو فيريرا
- ريكاردو كواريسما
- ريكاردو ليون بريتو
- ريماس منصور
- ريناتو سيفيلي
- رينالد ليميتر
- زي كاسترو
- زي كالانغا
- سا دينق دينق
- ساتشا ريثر
- ساتورو ياماغيشي
- سباستيان سوريا
- ستيف فون بيرغن
- ستيفن كيلي
- ستيفن ماكينوا
- سعيد الشون
- سفيان شاهد
- سليمان دياموتين
- سميح شنتورك
- سيامسول تشاردون
- سيرجيو غارسيا
- سيف محمد
- سيموني بيبي
- شيماء قمبر
- شريف أكرامى
- شريف عبد الفضيل
- شعيب راشد
- شون ديزمن
- شون مالوني
- شي جياي
- شيخ حميدي
- عبد الله المضف
- عبد الرحمن القحطاني
- عبد الرحمن قابوس
- عبد القادر مانغان
- عبد الملك ريغي
- عبيد منور
- علي عبد الله (فنان)
- عزيز مرقة
- علي الشمالي
- علي الوهيبي
- عماد متعب
- عمران خان (ممثل)
- عمرو زكي
- غابرييل تاماس
- غابي
- غاري أونيل
- غال ألبيرمان
- غلشيفته فراهاني
- غوران بانديف
- فؤاد قادر
- فابيو كوالياريلا
- فارس مشري
- فاسلاف سفيركوش
- فايز بندر
- فراس إسماعيل
- فراس الخطيب
- فرانسوا كلير
- فرانسوا مارك
- فرانك بيريا
- فرانك ريبري
- فرناندو فيرداسكو
- فريد تشافيز
- فلاديمير ستويكوفيتش
- فلاديمير غابولوف
- فلافيو تشيبولا
- فهد الفهد
- فيديريكو مارتشيتي
- فيران كوروميناس
- فيرجيل غريفث
- فيرناندو كافيناغي
- فيصل العدواني
- فيكتور لياندرو
- فيليب ترويان
- فيليب ديغن
- فيليب لام
- فيليب هيرفاغن
- فيليبي ميلو
- فيليكس بورخا
- كارلتون كول
- كارلوس ديوغو
- كارلوس هينريكي
- كارميلو غونزاليز
- كالوم دافينبورت
- كايت بوسورث
- كايت مارا
- كريستوف جاليت
- كريستيان باندر
- كريستيان تشولز
- كريستيان مولينارو
- كريستيانو ديل غروسو
- كلاس يان هونتيلار
- كلينت ديمبسي
- كم هي تشول
- كيبلر لافيران ليما فيريرا
- كيث فاهي
- كيري أندروود
- كيفانتش تاتليتوغ
- كيفن دويل
- كيم تشي غون
- كيم تشي وو
- كيم كلايسترز
- لاندري بونيفوي
- لوبومير مخاليتش
- لودوفيك بوتيل
- لوكاس دلوهي
- لياندرو رينودو
- ليساندرو لوبيز
- ليلي سوبيسكي
- ليندا بريسونيك
- ليون أندرياسين
- ماتيا كاساني
- ماتيو بارو
- ماثيو فالفيرد
- ماجي غرايس
- مارتون فولوب
- مارك زورو
- ماركو بادالينو
- ماركو دوناديل
- ماركو راموس
- ماركوس دي باولا
- ماري ياغوشي
- ماريانو أندويار
- ماريانو إزكو
- ماريس أوليت
- ماكسيم باكا
- مالك فتحي
- مامورو ميانو
- ماناسيه إشياكو
- مانوتشو غونكالفز
- مايك هانكه
- مايكل باستوس
- مايكل تورنر
- مايكل ثوايت
- مايكل داوسون
- ماينور فيغويروا
- مجدي تراوي
- محمد السيد توفيق
- محمد توبوز
- محمد زينو
- محمد سار
- محمد سيد عدنان
- محمد طلعت
- محمد عبد الوهاب (لاعب)
- محمد فضلي ساري
- محمد مسعد
- محمود آمنة
- مساعد ندا
- مصطفى جلال
- مصطفى ساليفو
- مصعب بلحوس
- مكتوم بن محمد بن راشد آل مكتوم
- منة فضالي
- مهدي رحمتي
- مهدي كريم
- مورغان غولد
- موريتس فولتس
- موكي ديارا
- ميجان هيفيرن
- ميراندا كير
- ميركو فوسينيتش
- ميريام فارس
- ميكا (فنان)
- ميلا كينيس
- ميلان بيشيفاتش
- ميلان ستيبانوف
- ناصر الشمراني
- ناكامارو يويتشي
- نانسي عجرم
- نايف الشيباني
- نواف الشويع
- نيستور أيالا
- نيكوس سبيروبولوس
- نيكولاس أموديو
- نيكولاس بريت
- نيكولاس سبولي
- نيكولاس فينييري
- نيلسون ريفاس
- نيلسون فالديز
- نيناد ميلياش
- هاكان بالتا
- هان بينغ
- هدى صلاح
- هديل محمد الحضيف
- هشام محذوفي
- هوغو فيانا
- هيثم كاظم
- هيكو ويسترمان
- واسيو أولاديبوبو
- وسام جبران
- يارا (مغنية)
- ياسوكوي كونو
- ياكوبو سانز أوفيخيرو
- يان تشلاودراف
- يايا توريه
- يعقوب الطاهر
- يوري جيركوف
- يوم كي هون
- يونس علي
- يونس محمود
- يوهان أوديل
- يوهان تروتشيت
- ياسر الشنتف
- أكلي شكا

### مايو
- 3 مايو -  ميريام فارس، مغنية وممثلة لبنانية.
- 16 مايو -
  -  نانسي عجرم، مغنية لبنانية.
  -  رانيا أحمد، ممثلة سورية.

### يونيو
- 9 يونيو -  فراس الخطيب، لاعب كرة قدم سوري.
- 12 يونيو - بن هاينه، فنان تشكيلي ومنتج موسيقي بلجيكي.

### أغسطس
- 16 أغسطس -  وائل شرف، ممثل سوري.

### أكتوبر
- 10 أكتوبر -  مهيار خضور، ممثل سوري.

## وفيات
- أحمد توفيق المدني
- أمل دنقل
- أنغل رامبيرت
- إبراهيم عبود
- إدريس السنوسي
- العوضي الوكيل
- بهيجة حافظ
- بيتر إيدل
- جاك دمبسي
- جمال العطيفي
- حليم الرومي
- رشاد رشدي
- ريتشارد بوكمينستر فولر
- خليل إسفندياري
- شافية أحمد
- شريفي عبد الظاهر
- عبد الله الكاتب
- عيسى الأحسائي
- غلوريا سوانسون
- فلفل كرجي
- فليكس بلوخ
- لويس دو فنيس
- ليوبولد الثالث ملك بلجيكا
- مارسال بيروتون
- مجيد أرسلان
- محمد بن للونة
- محمد خلف الله أحمد
- محمد نجيب الربيعي
- محمود المليجي
- محمود دياب
- نصري شمس الدين
- نيل ريتشي
- هالدان هارتلاين
- هيرجيه
- هيرمان كان
- عبد الوهاب بن عبد الرحمن الفارس

### يوليو
- 15 يوليو - محمد أبو شهبة، عالم دين مصري.

### سبتمبر
- 23 سبتمبر - فايزة أحمد

## جوائز عالمية

### جائزة نوبل
- في الفيزياء – الأمريكي الهندي سابرامانين تشاندراسخار والبريطاني وليام فاولر.
- في الكيمياء – الأمريكي هنري تاوب.
- في الطب – الأمريكي بربارة مكلنتوك.
- في الأدب – البريطاني وليم غولدنغ.
- في السلام – البولندي ليخ فاونسا.
- في الإقتصاد – الفرنسي جيرارد ديبرو.

### جائزة الملك فيصل العالمية
- في خدمة الإسلام – مناصفة بين المصري حسنين محمد مخلوف والماليزي تونكو عبد الرحمن.
- في الدراسات الإسلامية – المصري محمد عبد الخالق عضيمة.
- في اللغة العربية والأدب – المصري شوقي ضيف.
- في الطب – البريطاني والاس بيترز.
- في العلوم – محجوبة.